# Клейтон (Міссурі)
Клейтон (англ. Clayton) — місто (англ. city) в США, в окрузі Сент-Луїс штату Міссурі. Населення — 17 355 осіб (2020).

## Географія
Клейтон розташований за координатами 38°38′39″ пн. ш. 90°19′48″ зх. д. / 38.64417° пн. ш. 90.33000° зх. д. (38.644290, -90.330128).  За даними Бюро перепису населення США в 2010 році місто мало площу 6,41 км², уся площа — суходіл.

## Демографія
Згідно з переписом 2010 року, у місті мешкало 15 939 осіб у 5322 домогосподарствах у складі 2921 родини. Густота населення становила 2485 осіб/км².  Було 6321 помешкання (985/км²).
Расовий склад населення:
| - 78,0 % — білих - 10,8 % — азіатів - 8,2 % — чорних або афроамериканців - 0,2 % — корінних американців |

До двох чи більше рас належало 2,4 %. Частка іспаномовних становила 3,1 % від усіх жителів.
За віковим діапазоном населення розподілялося таким чином: 15,8 % — особи молодші 18 років, 72,4 % — особи у віці 18—64 років, 11,8 % — особи у віці 65 років та старші. Медіана віку мешканця становила 29,2 року. На 100 осіб жіночої статі у місті припадало 103,7 чоловіків;  на 100 жінок у віці від 18 років та старших — 101,9 чоловіків також старших 18 років.
Середній дохід на одне домашнє господарство  становив 156 673 долари США (медіана — 93 009), а середній дохід на одну сім'ю — 213 739 доларів (медіана — 150 046). Медіана доходів становила 92 500 доларів для чоловіків та 61 519 доларів для жінок. За межею бідності перебувало 8,2 % осіб, у тому числі 3,4 % дітей у віці до 18 років та 7,0 % осіб у віці 65 років та старших.
Цивільне працевлаштоване населення становило 7143 особи. Основні галузі зайнятості: освіта, охорона здоров'я та соціальна допомога — 40,4 %, науковці, спеціалісти, менеджери — 16,6 %, фінанси, страхування та нерухомість — 12,0 %.